# Martina Englhardt-Kopf

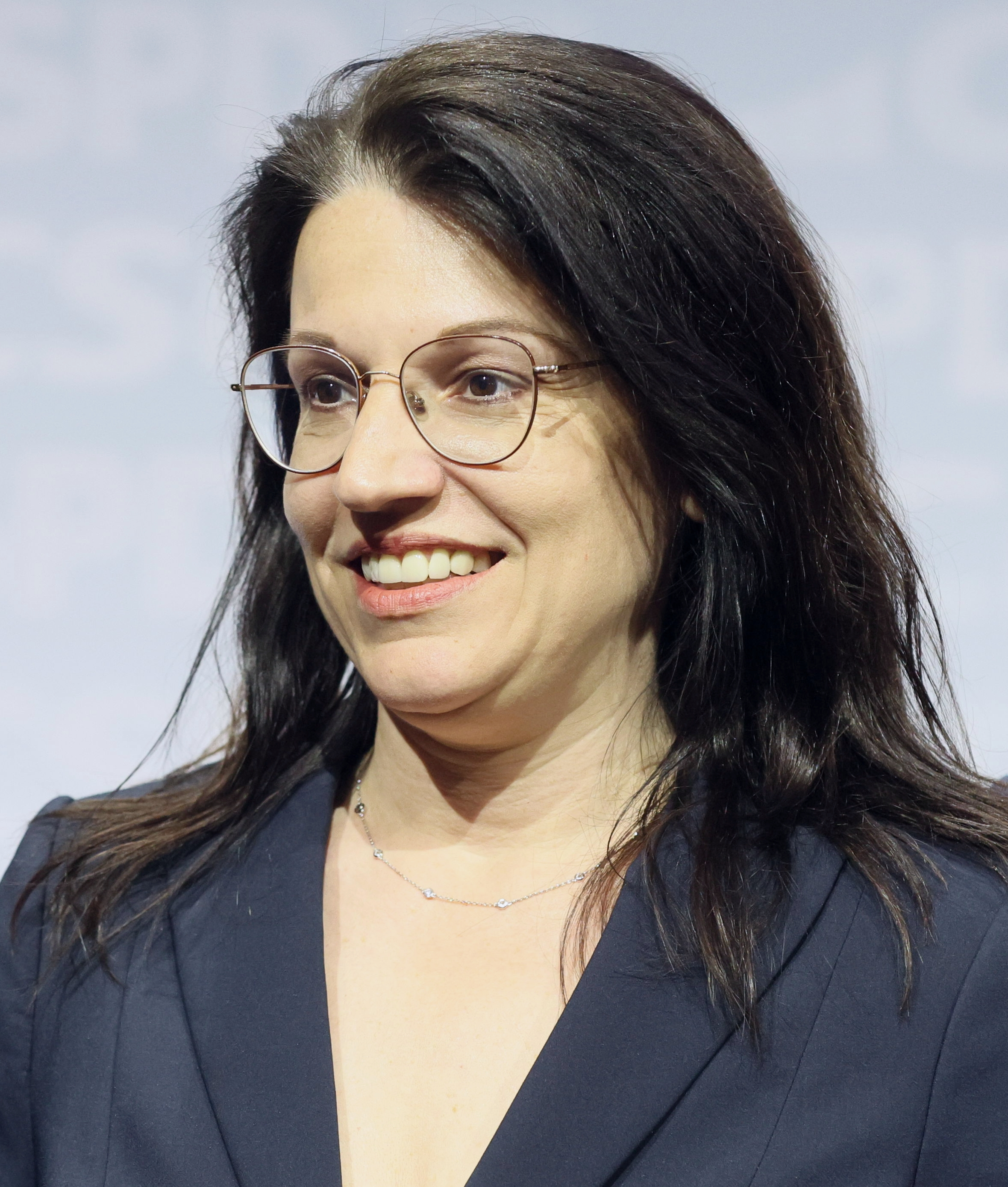
Martina Englhardt-Kopf 2025

Martina Englhardt-Kopf (* 8. Juni 1981 in Schwandorf) ist eine deutsche Politikerin der Christlich-Sozialen Union (CSU). Sie ist seit 2021 Mitglied des Deutschen Bundestages und seit 2025 Parlamentarische Staatssekretärin beim Bundesminister für Landwirtschaft, Ernährung und Heimat.

## Leben
Englhardt-Kopf machte nach ihrer Ausbildung zur Bürokauffrau beim Bayerischen Roten Kreuz ihre Fachgebundene Hochschulreife an der Beruflichen Oberschule Schwandorf und studierte anschließend Wirtschaftspädagogik und Betriebswirtschaftslehre an der Friedrich-Alexander-Universität Erlangen-Nürnberg und der University of Hull in Großbritannien. Dadurch erlangte sie einen Abschluss als Diplom-Handelslehrerin und einen Bachelor of Business Administration. Nach dem 1. Staatsexamen für das Lehramt an beruflichen Schulen absolvierte sie 2009 ihr zweites Staatsexamen. Von 2009 bis 2014 unterrichtete sie an der Europa-Berufsschule Weiden in der Oberpfalz und war Studienrätin in der Fachrichtung Wirtschaftswissenschaften und Englisch. Des Weiteren war sie von 2014 bis 2021 als Koordinatorin für Berufsintegration an der Regierung der Oberpfalz als Studiendirektorin tätig, danach außer Dienst. Sie lebt auf einem Bauernhof, den sie im Juli 2018 von ihren Eltern übernommen hat.

## Politik
Sie war von 2000 bis 2017 Mitglied der Jungen Union und ist zudem seit 2005 Mitglied der CSU und seit 2013 stellvertretende CSU-Kreisvorsitzende im Landkreis Schwandorf. Von 2013 bis 2023 war sie Ortsvorsitzende der CSU Schwandorf. Seit Juli 2021 ist sie stellvertretende Bezirksvorsitzende der CSU Oberpfalz. Außerdem ist Englhardt-Kopf seit 2007 Mitglied der Frauen-Union.
Ehrenamtlich ist Martina Englhardt-Kopf seit 2008 als Stadträtin tätig, seit 2015 ist sie auch Kreisrätin des Kreistages im Landkreis Schwandorf. Von 2019 bis Mai 2025 bekleidete sie in diesem Gremium die Position der Fraktionsvorsitzenden. Von 2014 bis 2020 war Englhardt-Kopf ehrenamtliche 3. Bürgermeisterin und von Mai 2020 bis März 2022 ehrenamtliche 2. Bürgermeisterin der Großen Kreisstadt Schwandorf.
Bei der Bundestagswahl 2021 kandidierte Englhardt-Kopf als Direktkandidatin im Bundestagswahlkreis Schwandorf. Mit 35,1 % der Erststimmen konnte sie sich unter anderem gegen die SPD-Kandidatin Marianne Schieder durchsetzen. Nach ihrer Wahl in den Deutschen Bundestag gehörte sie bis Februar 2025, also dem Ende der 20. Wahlperiode, als ordentliches Mitglied dem Petitionsausschuss und dem Verkehrsausschuss an. Zudem war sie stellvertretendes Mitglied im Ausschuss für Bildung, Forschung und Technologiefolgeabschätzung.
Bei der Bundestagswahl 2025 kandidierte sie erneut als Direktkandidatin im Bundestagswahlkreis Schwandorf. Mit 42,2 Prozent erzielte sie den ersten Platz bei den Erststimmen und zog in den 21. Deutschen Bundestag ein.
Im Zuge der Bildung des Kabinetts Merz wurde sie zur Parlamentarischen Staatssekretärin beim Bundesminister für Landwirtschaft, Ernährung und Heimat, Alois Rainer (CSU), ernannt.